# Svendborg Efterskole
Svendborg Efterskole (tidligere Rantzausminde Efterskole) er en efterskole for 9.-10. klasses elever i Svendborg på Sydfyn. Den blev stiftet i 1956 som landets første "demokratiefterskole" med et fokus på elevdemokrati, medbestemmelse og medansvar. I dag har skolen en profil, der bl.a. prioriterer sport og medier.

## Historie
Efterskolen blev grundlagt i 1956 under navnet Rantzausminde Efterskole af Birte og Jakob Andersen. Jakob Andersen var teolog, lærer på bl.a. Den frie Lærerskole i Ollerup og tidligere modstandsmand. Han var optaget af at drive skole efter så demokratiske principper som muligt. Han cyklede Sydfyn rundt for at finde et sted et praktisere sine ideer, og med økonomisk opbakning fra lokalbefolkningen grundlagde han sammen med sin kone skolen, hvor elevernes stemme talte på lige fod med lærernes, og hvor de både var med til at lave regler for skolen og beslutte temaer i selve undervisningen. Skolen blev landskendt for sit eksperimenterende demokrati. Jakob Andersen var forstander for skolen indtil 1978 og samtidig også en flittig foredragsholder om sin kongstanke: den frie og demokratiske skole - ikke blot i Danmark, men også i blandt andet Tyskland og Schweiz holdt han foredrag for hundredvis af professionelle skolefolk om principperne bag sin skole.
I 2013 flyttede skolen fra de hidtidige bygninger i satellitbyen Rantzausminde vest for Svendborg til nye bygninger, som tidligere havde tjent som kursuscenter for SiD, i bydelen Christiansminde i det østlige Svendborg. I 2016 skiftede den navn til "Svendborg Medie & Sportsefterskole”. I 2019 blev navnet justeret til det enklere "Svendborg Efterskole".

## Elever
Blandt efterskolens elever har været TV-manden Mikkel Beha Erichsen, der var elev på skolen i to år og mange år senere i et interview i Jyllands-Posten beskrev sin skoletid der som en genfødsel.